# Tetramorium warreni
Tetramorium warreni är en myrart som beskrevs av Arnold 1926. Tetramorium warreni ingår i släktet Tetramorium och familjen myror. Inga underarter finns listade i Catalogue of Life.